# Université de Lucerne
L'Université de Lucerne est une université suisse située à Lucerne, en Suisse. Avec ses 2 790 étudiants et ses 69 professeurs, elle est une des plus petites universités helvétiques. Elle a cependant une réputation internationale dans certains domaines comme son institut pour la recherche judéo-chrétienne (Institut für Jüdisch-Christliche Forschung).

## Personnalités

### Étudiants
- Monika Wyss, née en 1959 à Bâle, première « prêtresse catholique » de Suisse y étudie la théologie.